# Franc-parler

Franc-parler (Straight Talk) est un film américain réalisé par Barnet Kellman en 1992.

## Synopsis
Une habitante d'une petite ville laisse tout tomber pour partir à Chicago où elle se retrouve animatrice d'une émission de radio pour laquelle ses patrons tiennent à ce qu'elle se fasse appeler 'Docteur'. Le succès est au rendez-vous jusqu'au jour où un journaliste tente d'en savoir plus sur elle...

## Fiche technique
- Titre français : Franc-parler
- Titre original : Straight Talk
- Scénario et réalisation : Barnet Kellman
- Production : Carol Baum, Fred Berner et Robert Chartoff
- Musique : Brad Fiedel et Dolly Parton
- Photographie : Peter Sova (en)
- Montage : Michael Tronick
- Société de production : Hollywood Pictures
- Société de distribution : Buena Vista Home Entertainment
- Pays de production :  États-Unis
- Langue : anglais
- Format : Couleur 35 mm
- Genre : Comédie
- Durée : 91 min
- Date de sortie : 1992

## Distribution
- Dolly Parton : Shirlee Kenyon
- James Woods (VF : Michel Papineschi) : Jack Russell
- Griffin Dunne : Alan Riegert
- Michael Madsen (VF : Michel Vigné) : Steve
- Philip Bosco : Gene Perlman
- Jerry Orbach : Milo Jacoby
- Deirdre O'Connell : Lily
- John Sayles : Guy Girardi
- Teri Hatcher : Janice
- Spalding Gray : Dr. David Erdman
- Amy Morton : Ann
- Charles Fleischer : Tony
- Keith MacKechnie : Gordon
- Jay Thomas : Zim Zimmerman
- Paula Newsome : Ellen
- Tracy Letts : Sean
- John Gegenhuber : serveur